# Кравченко Олег Миколайович
Оле́г Микола́йович Кра́вченко — полковник МВС України.

## З життєпису
Станом на вересень 2014 року — тимчасовий виконувач обов'язків начальника штабу ВЧ 3066 Національної гвардії України.

## Нагороди
За особисту мужність і героїзм, виявлені у захисті державного суверенітету та територіальної цілісності України, вірність військовій присязі під час бойових дій та при виконанні службових обов'язків, відзначена —
- 13 серпня 2015 року —

нагороджений орденом Данила Галицького.